# 冀中1939年冬季战役
{{POV-check}}
冀中1939年冬季战役中国称为冀中1939年冬季反扫荡战役，是中国抗日战争中，中日双方发生的战役。
1939年12月16日，日军调集1.2万余人及“伪军”一部进攻八路军冀中军区，经战斗60多次，日军主力撤退。